# Gegeneophis madhavai
Gegeneophis madhavai е вид земноводно от семейство Indotyphlidae.

## Разпространение
Видът е разпространен в Индия.